# Mentha royleana
Mentha royleana — вид губоцвітих рослин родини глухокропивових. Вид дуже близький до Mentha longifolia. Деякі аномальні екземпляри (яких є багато) або зразки мають проміжні характеристики між Mentha longifolia і Mentha royleana.

## Опис
Листки зазвичай вузько-довгасті-еліптичні, часто знебарвлюються; ніжка листка до 8 мм. Чашечки зазвичай 1.5–2 мм.

## Поширення
Країни поширення: Афганістан, Пакистан, Тибет, північно-західна Індія.